# Seznam prejemnic oskarja za najboljšo glavno igralko
Seznam prejemnic oskarja za najboljšo glavno igralko.

## Poimenski seznam

### A
- Julie Andrews

### B
- Anne Bancroft
- Kathy Bates
- Ingrid Bergman
- Halle Berry
- Shirley Booth
- Ellen Burstyn

### C
- Cher
- Julie Christie
- Claudette Colbert
- Joan Crawford

### D
- Bette Davis
- Marie Dressler
- Faye Dunaway

### F
- Sally Field
- Louise Fletcher
- Jane Fonda
- Joan Fontaine
- Jodie Foster

### G
- Greer Garson
- Janet Gaynor

### H
- Olivia de Havilland
- Helen Hayes
- Susan Hayward
- Audrey Hepburn
- Katharine Hepburn
- Judy Holliday
- Helen Hunt
- Holly Hunter

### J
- Glenda Jackson
- Jennifer Jones

### K
- Diane Keaton
- Grace Kelly
- Nicole Kidman

### L
- Jessica Lange
- Vivien Leigh
- Sophia Loren

### M
- Shirley MacLaine
- Anna Magnani
- Marlee Matlin
- Frances McDormand
- Liza Minnelli

### N
- Patricia Neal

### P
- Geraldine Page
- Gwyneth Paltrow
- Mary Pickford

### R
- Luise Rainer
- Julia Roberts
- Ginger Rogers

### S
- Susan Sarandon
- Norma Shearer
- Simone Signoret
- Maggie Smith
- Sissy Spacek
- Meryl Streep
- Barbra Streisand
- Hilary Swank

### T
- Elizabeth Taylor
- Jessica Tandy
- Charlize Theron
- Emma Thompson

### W
- Reese Witherspoon
- Joanne Woodward
- Jane Wyman

### Y
- Loretta Young